# Eeuwige Liefde
Eeuwige Liefde is een Belgisch bier. Het wordt gebrouwen door Brouwerij DijkWaert te Herentals.

## Achtergrond
De naam van de brouwerij komt van de familienamen van de eigenaars: het echtpaar Carine Van Dyck (vandaar "Dijk") en de uit Nederland afkomstige Hans Wierts (in het Duits "Wirt", wat waard betekent; dit werd omgezet in "Waert"). De brouwerij startte officieel op 7 april 2010. Van bij aanvang werd Donkere Stoere gebrouwen. Op 4 juni 2010 huwden Carine en Hans. Op het huwelijksfeest werd hun eigen bier geschonken. Voor de gelegenheid werd Donkere Stoere omgedoopt tot Eeuwige Liefde. Nadien werd het terug Donkere Stoere. Op verzoek van de klanten werd uiteindelijk de naam definitief terug veranderd in Eeuwige Liefde. Het bier wordt onder deze naam gebrouwen sinds 5 februari 2011.

## Het bier
Eeuwige Liefde is een donkerbruin bier van hoge gisting. Aanvankelijk had het een alcoholpercentage van 8,2%. Het was donkerbruin tot zwart (80 EBC) en had een bitterheid van 28 EBU. Later werd het alcoholpercentage gewijzigd en kwamen er twee versies: "bruin", met een alcoholpercentage van 7% en "sterk bruin", met een alcoholpercentage van 9,5%. Het bier draagt het etiket "Belgische hop" omdat het meer dan 50% hop uit België bevat. Het wordt verkocht in flessen van 75 cl.